# 티에스

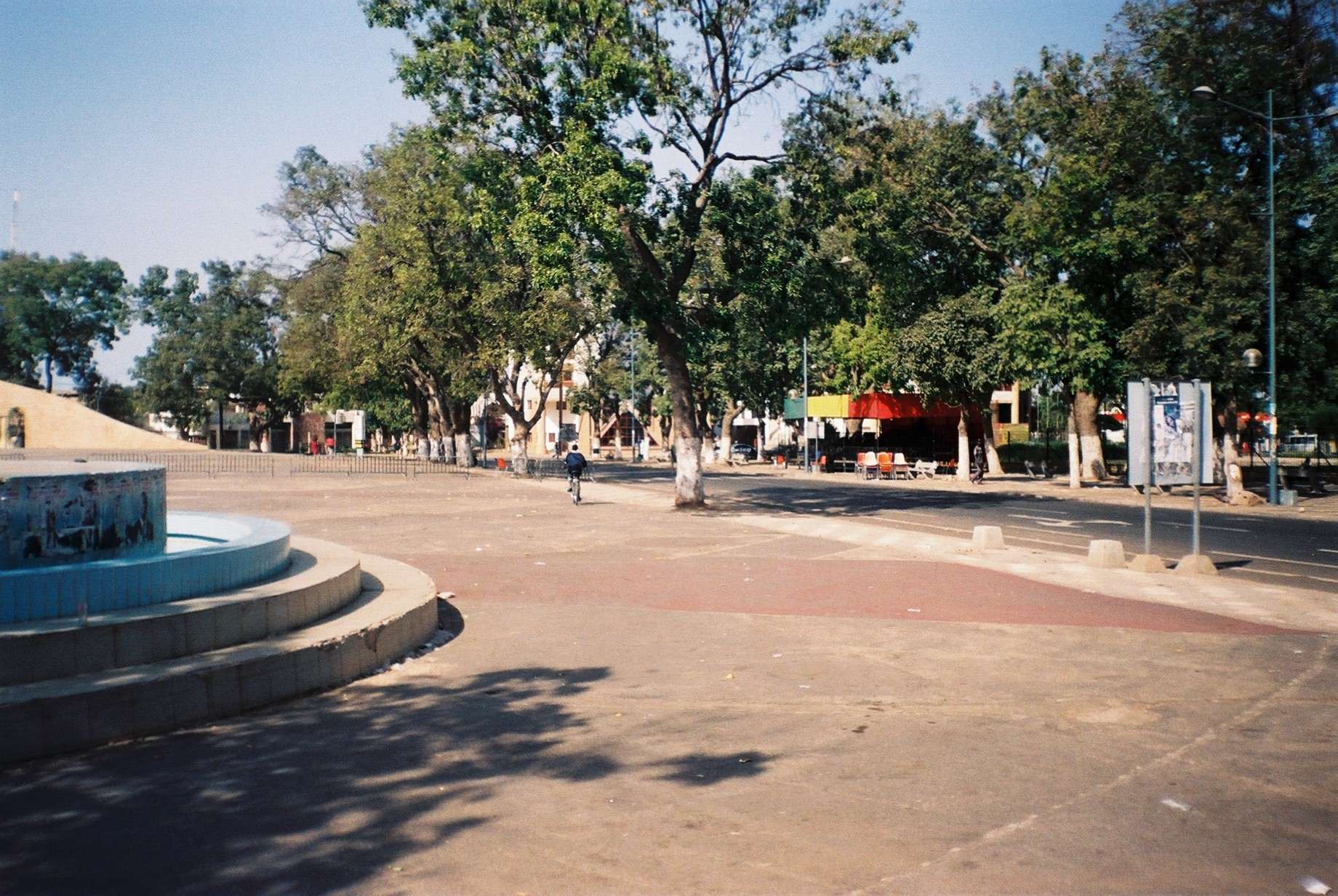

티에스(프랑스어: Thiès)는 세네갈 서부에 위치한 도시로, 티에스 주의 주도이며 세네갈에서 두 번째로 큰 도시이다. 인구는 237,849명(2002년 기준)이다.

## 자매 도시
- 프랑스 캉